# Диметилсульфоксид
Димети́лсульфокси́д (ДМСО) — химическое органическое вещество с формулой {\displaystyle {\ce {(CH3)2SO}}}. При нормальных условиях — бесцветная жидкость без запаха со специфическим сладковатым вкусом (недостаточно чистый продукт имеет характерный запах диметилсульфида).
Важный полярный апротонный растворитель. Находит широкое применение в различных областях химии, а также в качестве лекарственного средства.

## История изучения
Впервые был синтезирован в 1866 году российским химиком Александром Зайцевым путём окисления диметилсульфида азотной кислотой, Зайцев сообщил о своём открытии в 1867 году.
В течение нескольких последующих десятилетий исследования свойств этого соединения не имело систематического характера. Диметилсульфоксид активно использовался во время первой мировой войны в госпиталях русской армии при лечении травм, переломов, ранений, чему способствовали его нетоксичность и некумулятивность в организме.
Интерес к диметилсульфоксиду в западных странах сильно возрос после того, как в 1958 году была открыта его уникальная растворяющая способность. В 1960 году было начато промышленное производство диметилсульфоксида. После этого резко увеличилось количество публикаций, посвящённых изучению свойств ДМСО.

## Получение
Основным способом получения ДМСО является окисление диметилсульфида {\displaystyle {\ce {C2H6S}}}. В промышленности этот процесс проводят с использованием азотной кислоты, кислорода или диоксида азота:
{\displaystyle {\ce {2 C2H6S + O2 -> 2 C2H6SO,}}}
{\displaystyle {\ce {4 C2H6S + 2 NO2 -> 4 C2H6SO + N2}}}.
ДМСО также является побочным продуктом при производстве бумаги.
В лабораторных условиях для мягкого и селективного окисления диметилсульфида может быть использован периодат калия в смеси органический растворитель — вода. Однако лабораторные способы получения ДМСО не имеют практического значения, так как диметилсульфид неудобен в работе, а промышленно производимый ДМСО легко доступен.
Годовое производство ДМСО измеряется десятками тысяч тонн.

## Физические и химические свойства
Смешивается с водой и со многими органическими растворителями, такими как спирты, эфиры карбоновых кислот, кетоны и хлорированные углеводороды. Относится к группе нуклеофильных, апротонных, диполярных растворителей (например, таких как диметилформамид).
При смешивании с водой происходит заметное разогревание образующегося раствора.
Оптически прозрачен до ~260 нм.
Реагирует с иодистым метилом, образуя ион  сульфоксония, способный к взаимодействию с гидридом натрия.
При перегонке при атмоферном давлении (т. кип. 189 °С) идёт частичное диспропорционирование диметилсульфоксида на диметилсульфид и диметилсульфон: 

## Применение

### Применение в качестве растворителя
ДМСО является важным полярным апротонным растворителем. Он менее токсичен, чем другие представители этой группы, такие как диметилформамид, диметилацетамид, ГМФТА, и другие. Благодаря своей сильной растворяющей способности, ДМСО часто используется как растворитель в химических реакциях с участием неорганических солей, в частности в реакциях нуклеофильного замещения. Кислотные свойства ДМСО выражены слабо, поэтому он стал важным растворителем в химии карбанионов. В ДМСО были измерены значения неводных pKa растворов для сотен органических соединений.
Из-за высокой температуры кипения ДМСО крайне медленно испаряется при нормальном атмосферном давлении. Это делает его очень удобным растворителем для проведения реакций при нагревании. В то же время, довольно высокая температура плавления ограничивает его применение в области низких температур. После проведения реакции в растворе ДМСО, реакционные смеси чаще всего разбавляют водой для осаждения органических веществ.
Дейтерированная форма ДМСО, известная также как ДМСО-d6, является удобным растворителем для ЯМР-спектроскопии, благодаря высокой растворяющей способности для широкого круга веществ, простоте своего собственного спектра, а также своей стабильности в области высоких температур. Недостатком ДМСО-d6 как растворителя для ЯМР спектроскопии является его высокая вязкость, которая уширяет спектральные линии в ЯМР-спектре, и высокая температура кипения, которая затрудняет выделение вещества после анализа. Часто ДМСО-d6 смешивают с {\displaystyle {\ce {CDCl3}}} (дейтерированный трихлорметан) или {\displaystyle {\ce {CD2Cl2}}} (дейтерированный дихлорметан)для снижения вязкости и температуры плавления.
ДМСО находит все больше способов применения в производстве микроэлектроники.
ДМСО как средство для удаления пятен краски является более эффективным и безопасным, чем бензин или дихлорметан.
Наряду с нитрометаном ДМСО также является средством, удаляющим «суперклей» (затвердевший, но ещё свежий) и не застывшую монтажную пену. По всей видимости, ДМСО реагирует только с внешними молекулами суперклея, образуя при этом барьер от проникновения ДМСО вглубь (Только так можно объяснить крайне долгое удаление суперклея, эффективное при этом только при длительном трении поверхности суперклея смоченной ДМСО тканью. Эффекта более глубокого проникновения при обильном смачивании ДМСО не наблюдается). Работать рекомендуется в резиновых перчатках (при контакте с ДМСО кожа на пальцах морщится как от долгого контакта с водой).
Примечательны свойства растворения ДМСО отложений из моторного масла (шламы, лаки, нагар) во внутренностях двигателей внутреннего сгорания при введении в масло и непосредственно в камеру сгорания, причём эффективность промывки такова, что в ряде случаев достигается освобождение залёгших поршневых колец и очистка маслодренажных отверстий в поршнях, однако возможно растворение лакокрасочных покрытий деталей двигателя, с последующим попаданием хлопьев покрытия в масляные магистрали.

### Применение в биологии
ДМСО используется в ПЦР для ингибирования спаривания исходных молекул ДНК. Перед началом реакции он добавляется к ПЦР-смеси и взаимодействует с комплементарными участками ДНК, препятствуя их спариванию и уменьшая количество побочных процессов.
Также ДМСО используется как криопротектор. Он добавляется в клеточную среду для предотвращения повреждения клеток при их заморозке. Примерно 10 % раствор ДМСО может быть использован для безопасного охлаждения клеток, а также для хранения их при температуре жидкого азота.

### Применение в медицине
Применяется в качестве криопротектора в трансплантологии.
В качестве лекарственного средства очищенный диметилсульфоксид применяется в виде водных растворов (10—50 %), как местное противовоспалительное и обезболивающее средство, а также в составе мазей — для увеличения трансдермального переноса действующих веществ, поскольку за несколько секунд проникает через кожу и переносит другие вещества. Торговое название препарата — «Димексид».

### Применение в военном деле
Из-за способности резко усиливать трансдермальный перенос диметилсульфоксид рассматривался как компонент химического оружия. Ставилась цель путём смешивания ОВ (особенно обладающих выраженным кожно-резорбтивным действием) и диметилсульфоксида добиться высокой скорости проникновения ОВ в организм. Так, одна капля вещества VX, смешанного с диметилсульфоксидом (то есть, меньшая доза), вызывает гибель подопытного животного вдвое быстрее, чем такая же капля чистого ОВ. (В детективе Дика Френсиса «Предварительный заезд» описывается рецептура ядовитого состава, проникающего через кожу, одним из компонентов которого является диметилсульфоксид.) Добавление 10 % ДМСО к иприту вдвое увеличивает глубину ипритного поражения кожи.

## Очистка
Помимо примеси воды в диметилсульфоксиде могут содержаться также диметилсульфид и сульфоны. От этих примесей избавляются, выдерживая ДМСО в течение 12 часов над оксидом бария, гидроксидом натрия, дриеритом или свежим активированным оксидом алюминия. После этого вещество перегоняют под уменьшенным давлением (~2—4 мм рт. ст., температура кипения приблизительно 50 °C) над гранулами едкого натра или оксида бария. Для хранения очищенного ДМСО используют молекулярное сито 4A.

## Безопасность
Диметилсульфоксид легко проникает через неповреждённую кожу, поэтому растворы токсичных веществ в ДМСО могут привести к отравлению при попадании на кожу (трансдермально).
Может раздражать кожу, особенно при действии неразбавленного ДМСО.
При сгорании выделяется токсичный серни́стый газ.